# Lena Wechner
Lena Wechner (* 4. August 2000) ist eine österreichische Skirennläuferin. Sie startet hauptsächlich in den Speed Disziplinen Abfahrt und Super-G. Sie gehört seit der Saison 2023/24 dem Ski Austria B-Kader an.

## Karriere
Wechner wuchs in Finkenberg im Zillertal auf und startet für den dortigen Sportklub. Ihr internationales Renndebüt gab sie beim FIS Slalom am Pass Thurn am 3. Dezember 2016. Ihr erstes internationales Großereignis bestritt sie vier Jahre später bei den Juniorenweltmeisterschaften in Narvik. Dort erreichte sie die Ränge 14 und 18 im Super-G bzw. in der Abfahrt. In der Kombination schied sie aus. Zu weiteren Starts kam es nicht, da die Weltmeisterschaften aufgrund der Coronavirus-Pandemie abgebrochen wurden.
Den bis dahin größten Erfolg ihrer Karriere feierte Wechner bei Juniorenweltmeisterschaften 2021 in Bansko. Im Super-G gewann sie den Titel vor ihren beiden Mannschaftskolleginnen Magdalena Kappaurer und Magdalena Egger.
Daraufhin wäre sie, als amtierende Juniorenweltmeisterin beim Weltcupfinale in Lenzerheide startberechtigt gewesen, jedoch wurde das Rennen abgesagt. Am 9. Dezember 2023 wäre Wechner dann erneut erstmals im Weltcup an den Start gegangen bei der Abfahrt in St. Moritz, jedoch wurde das Rennen aufgrund der widriger Witterung nach 35 Läuferinnen abgebrochen wurde, wobei Wechner mit Startnummer 36 ins Rennen gegangen wäre.
Ihr Weltcupdebüt feierte Wechner schlussendlich am 16. Dezember 2023 bei der Abfahrt von Val-d’Isère, wobei sie mit Rang 18 auf Anhieb Weltcuppunkte gewinnen konnte. Zu Saisonabschluss gewann sie den Staatsmeistertitel in der Abfahrt.

## Erfolge

### Weltcup
- 1 Platzierung unter den besten 20

### Weltcupwertungen
| Saison  | Gesamt | Gesamt | Abfahrt | Abfahrt | Super-G | Super-G |
| Saison  | Platz  | Punkte | Platz   | Punkte  | Platz   | Punkte  |
| ------- | ------ | ------ | ------- | ------- | ------- | ------- |
| 2023/24 | 95.    | 27     | 49.     | 3       | 40.     | 24      |

### Juniorenweltmeisterschaften
- Narvik 2020: 14. Super-G, 18. Abfahrt, DNF Kombination
- Bansko 2021: 1. Super-G, DNF, Riesenslalom, DNS Slalom

### Europacup
- Saison 2021/22: 5. Abfahrtswertung, 11. Super-G-Wertung, 12. Gesamtwertung
- Saison 2022/23: 8. Abfahrtswertung, 11. Super-G-Wertung, 20. Gesamtwertung
- 8 Platzierungen unter den besten 5, davon 2 Podestplätze

### South American Cup
- 2 Platzierungen unter den besten 5

### Weitere Erfolge
- 6 Siege bei FIS-Rennen
- Österreichische Meisterin im Super-G 2021
- Österreichische Meisterin in der Abfahrt 2024